# Todos Santos (Bolivia)
Todos Santos è un comune (municipio in spagnolo) della Bolivia nella provincia di Puerto de Mejillones (dipartimento di Oruro) con 373 abitanti (dato 2010).